# ヴァシティ・ソリコヴィティ
ヴァシティ・ソリコヴィティ（Vasiti Solikoviti、1993年8月2日。 - ）は、フィジーの女子ラグビー選手。

## プロフィール
- フィジー出身。
- 身長 179cm、体重 73kg

## 略歴
2021年、東京五輪の7人制女子フィジー代表に選ばれて銅メダル獲得。